# Garam masala
Il garam masala (गरम मसाला in hindi) è una mistura di spezie tipica della cucina indiana e cucina pakistana; il significato del nome è spezia calda, anche nel senso di piccante.
Si prepara tostando, macinando e miscelando alcune spezie tra cui la cannella, i semi di cumino, il coriandolo, i baccelli di cardamomo, i chiodi di garofano, i grani di pepe nero e la curcuma;  ne esistono molte varianti tradizionali, commerciali o casalinghe. Quelle già pronte possono essere composte da ingredienti più o meno costosi, ad esempio peperoncini, aglio, polvere di zenzero, sesamo, semi di senape, finocchio e altri, spesso anche già tostati. Questo particolare non ne aiuta la conservazione, anzi la preparazione siffatta può perdere l'aroma più rapidamente di quella domestica. Le spezie intere, che si mantengono fresche più a lungo, possono venire macinate nel momento del bisogno con un mortaio o un qualsiasi macinino, anche elettrico.
Il garam masala può essere cotto insieme al cibo, ma diversamente da altre spezie spesso viene aggiunto al termine della cottura, in modo che l'aroma non si disperda. Non è piccante nel proprio senso del termine, piuttosto parecchio pungente.